# Lord Sinclair
Lord Sinclair è un titolo nobiliare della parìa di Scozia creato nel 1449 da re Giacomo II di Scozia per William Sinclair, III conte di Orkney. Nel 1470, lord Orkney decise di restituire al sovrano la contea in cambio di quella di Caithness. Nel 1477, lord Caithness era intenzionato a diseredare il suo primogenito per il suo primo matrimonio con lady Elizabeth Douglas. Per questo egli passò il titolo al suo secondogenito, nato dal suo secondo matrimonio con Marjory Sutherland, William Sinclair (m. 1513) (che divenne il secondo conte di Caithness). Ad ogni modo, lord Caithness venne succeduto nella signoria di Sinclair dal suo primogenito, anch'egli chiamato William Sinclair, il quale divenne così II lord Sinclair. Il figlio di quest'ultimo, Henry, III lord, venne confermato nei suoi titoli nel 1488.
Alla morte di un discendente, il IX lord, la linea maschile si estinse e pertanto quest'ultimo venne succeduto da suo nipote, il X lord, figlio di Catherine Sinclair, figlia del IX lord, e di suo marito John St Clair. Nel 1677 questi ottenne una nuova conferma dei suoi titoli con possibilità di trasmissione anche a suo fratello ed ai suoi zii e loro discendenti in caso di estinzione delle linee. Ad ogni modo, il maggiore dei suoi figli, John Sinclair, venne coinvolto nella rivolta giacobita del 1715 e pertanto gli venne negato l'accesso alla successione al titolo.
Questi morì senza eredi nel 1750 ed i suoi titoli passarono a suo fratello minore, il generale James St Clair (m. 1762). Questi, ad ogni modo, non assunse mai il titolo di famiglia e alla sua morte il titolo rimase dormiente. Esso venne reclamato da Charles Sinclair, XIII lord Sinclair, che venne confermato al titolo dalla Camera dei lord nel 1782. Questi era figlio di Andrew St Clair, de jure XII lord Sinclair, nipote di Charles Sinclair, de jure XI lord Sinclair (m. 1755) e pronipote del già menzionato Matthew St Clair, zio del X lord. Questi divenne il primo detentore del titolo senza discendenti dei lords originari. Il XIII lord, suo figlio il XIV, suo nipote il XV lord ed il suo pronipote il XVI nonché il XVII lord, tutti sedettero nel parlamento scozzese.
Secondo una ricerca dell'University College di Londra, Charles St Clair, XIII lord Sinclair, possedeva in tutto 666 schiavi all'epoca dell'abolizione della schiavitù nei territori della corona inglese nel 1833. Egli ottenne 5411 sterline come compensazione dal governo inglese.
La residenza di famiglia si trova a Knocknalling House, presso St John's Town of Dalry, Dumfries.

## Lords Sinclair (1449)
- William Sinclair, I conte di Caithness e I lord Sinclair (m. 1480)
- William Sinclair, II lord Sinclair (m. 1487)
- Henry Sinclair, III lord Sinclair (m. 1513)
- William Sinclair, IV lord Sinclair (m. 1570)
- Henry Sinclair, V lord Sinclair (1528–1601)
- Henry Sinclair, VI lord Sinclair (1581–1602)
- James Sinclair, VII lord Sinclair (m. 1607)
- Patrick Sinclair, VIII lord Sinclair (m. 1615)
- John Sinclair, IX lord Sinclair (1610–1676)
- Henry St Clair, X lord Sinclair (1660–1723)
  - John St Clair, Master di Sinclair (1683–1750) (figlio primogenito del X lord; prese parte nel 1715 alla rivolta giacobita e non poté assumere il titolo)
  - James St Clair (m. 1762) (figlio minore del X lord; non assunse mai il titolo)

quiescente 1762–1782
- Charles St Clair, de jure XI lord Sinclair (d. 1775)
- Andrew St Clair, de jure XII lord Sinclair (1733–1775)
- Charles St Clair, XIII lord Sinclair (1768–1863) (titolo confermato nel 1782)
- James St Clair, XIV lord Sinclair (1803–1880)
- Charles William St Clair, XV lord Sinclair (1831–1922)
- Archibald James Murray St Clair, XVI lord Sinclair (1875–1957)
- Charles Murray Kennedy St Clair, XVII lord Sinclair (1914–2004)
- Matthew Murray Kennedy St Clair, XVIII lord Sinclair (n. 1968)

L'erede apparente è il figlio dell'attuale detentore del titolo, Harry Murray Kennedy St. Clair, Master di Sinclair (n. 2007).